# إيمان حجو
إيمان محمد حجو، طفلة فلسطينية ذات 4 شهور، قُتلت بقذيفة إسرائيلية وهي نائمة بين ذراعي والدتها، وتعد أصغر شهداء الإنتفاضة الفلسطينية الثانية.

## أحداث استشهادها
في السابع من مايو/ أيار عام 2001، بعد قرابة سبعة أشهر من اندلاع انتفاضة الأقصى، كانت سوزان حجو والدة الشهيدة في زيارة لعائلتها في مدينة خان يونس جنوب قطاع غزة، قادمة من مدينة دير البلح. وحينها كانت الأوضاع الميدانية تشهد تصعيدًا في انتهاكات جيش الاحتلال الذي أطلق قذيفة مدفعية استهدفت المنزل الذي كانت الطفلة ووالدتها بداخله، فأصابت شظايا القذيفة الإسرائيلية جسد الأم وطفلتها وهي في حِجرها، فاستشهدت الطفلة على الفور بعد أنْ اخترقت شظية ظهر الطفلة وخرجت من بطنها، وأُدخلت الأم العناية المكثفة على أثر تدهور حالتها الصحية. وتحول المكان الى مزار للمواطنين الذين اصيب بعضهم بحالات اغماء لهول مشهد الدماء واشلاء الطفلة المتناثرة. وأُصيبت أيضًا جدة الشهيدة سامية حجو وطفلاها دينا ومحمود بجروح بالغة. وقال شهود عيان إن دبابة إسرائيلية أطلقت قذيفة على منزل جد الرضيعة المصنوع من الإسبست فأصابت جميع من كانوا في البيت، وقد علم والد الطفلة الذي كان يزور والدته بالحادث من التلفزيون الفلسطيني.

## تعقيبًا على استشهادها
شيع آلاف الفلسطينيين الثلاثاء بمخيم دير البلح بقطاع غزة الشهيدة الرضيعة وتصدرت صورها الصحف والعربية والعالمية. وأجهش والدها محمد بالبكاء وانهار عندما رأى جثتها وهو رجل شرطة أصيب في الاشتباكات قبل خمسة أشهر وقال «إن قتل طفلتي سيظل وصمة عار في جبين إسرائيل والمجتمع الدولي». وفي لبنان تظاهر مئات من أطفال المخيمات الفلسطينية استنكارًا لمقتل الرضيعة،  ففي مخيم برج البراجنة في ضاحية بيروت الجنوبية جاب نحو 200 طفل فلسطيني تقل أعمارهم عن الخمس سنوات طرقات المخيم تلبية لدعوة الاتحاد العام للمرأة الفلسطينية وهم يهتفون «قوموا شوفوا قوموا اسمعوا كيف عم يقتلوا الأولاد في فلسطين». وقامت مجموعة من الأطفال بحرق العلم الإسرائيلي بمساعدة إحدى المعلمات. وفي مخيم عين الحلوة في ضواحي مدينة صيدا كبرى مدن جنوب لبنان جاب نحو 500 طفل يرتدون الثياب المدرسية طرقات المخيم الضيقة وهم يلوحون بالأعلام السوداء وشيعوها تشييعًا رمزيا، فحملوا سريرًا من قش وضعوا عليه دمية ملفوفة بعلم فلسطيني ملطخة بالدم، ورفع الأطفال يافطات منها «الأطفال الفلسطينيون يطالبون مجلس الأمن بحماية دولية». وفي مدينة صور نفذ نحو 300 طفل فلسطيني اعتصامًا أمام مقر الأمم المتحدة وقد عصبوا رؤوسهم بعصابات سوداء كتب عليها «الله أكبر, القدس لنا». وعلى الصعيد الميداني قالت مصادر طبية إن 15 فلسطينييًا أُصيبوا برصاص قوات الاحتلال المتمركزة في مستوطنة كفار داروم قرب مدينة دير البلح وسط غزة في أعقاب اندلاع مواجهات بين جنود الاحتلال وطلاب فلسطينيين خرجوا في مظاهرة احتجاج على استشهاد الرضيعة. وفي واشنطن، وصفت الخارجية الأميركية على لسان المتحدث باسمها ريتشارد باوتشر مقتل الرضيعة حجو بأنه "مأساة فظيعة". وقال رئيس الوزراء الإسرائيلي أرئيل شارون تعقيبًا على ذلك «لا ينبغي إشراك الاطفال والرضع في هذه الحرب الرهيبة» معبرًا عن حزنه البالغ لمقتلهم ولكنه ألقى اللوم في ذلك على الاستفزاز الفلسطيني.

### ومما جاء في الصحف المحلية
- كتبت صحيفة الحياة الجديدة في عنوان تمهيدي «لم تكمل شهرها الخامس ولا تستطيع أن تنطق كلمة هاون»، وفي العنوان الرئيسي: «قذيفة إسرائيلية تنتزع رضيعة من حضن والدتها».[10]
- كتبت صحيفة الأيام من جهتها عنوانها الرئيسي باللونين الأحمر والأسود عن استشهاد الرضيعة فقالت «إيمان حجو 4 شهور.. أصغر ضحايا الإحتلال». ويقول مراسلو الصحيفة إن غضبًا هائلًا وحزنًا عميقًا ساد مدينة خانيونس عقب الحادثة، وسَخِر وائل حجو عم الرضيعة إيمان وعيناه دامعتان من الادعاءات الإسرائيلية التي زعمت أن نيرانًا أُطلقت من المنطقة فقال «إيمان كانت تحمل صاروخ كاتيوشا وكانت ذاهبة لتقصف معسكرًا للجيش الإسرائيلي واستشهدت في المعركة».[11]
- كتبت صحيفة القدس تحت عنوان «بأي ذنب قتلت إيمان؟» تقول القدس «إيمان الطفلة الرضيعة التي لم يتجاوز عمرها أربعة شهور لم تكد بعد تتعرف إلى العالم الضيق المحيط بها.. قد تعرف وجه أمها وأبيها وأقاربها المقربين، لكنها لا تعرف أن هناك على بعد أمتار قليلة من بيتها دبابات ومدافع رشاشة تتربص بالمدنيين الأبرياء أطفالا وشيوخا، نساء ورجالا». وأضافت الصحيفة «وتحت ذريعة ما يسمى بالإرهاب الفلسطيني تنهال القذائف وتزمجر مدافع الدبابات لتحول البيوت إلى أنقاض والأجساد البريئة الصغيرة إلى أشلاء متناثرة».[12]